# Tenomerga cinerea
Tenomerga cinerea är en skalbaggsart som först beskrevs av Thomas Say 1831.  Tenomerga cinerea ingår i släktet Tenomerga och familjen Cupedidae. Inga underarter finns listade i Catalogue of Life.